# Hernandiaceae
Die Hernandiaceae, auch Eierfruchtbaumgewächse genannt, sind eine Pflanzenfamilie in der Ordnung der Lorbeerartigen (Laurales).

## Beschreibung

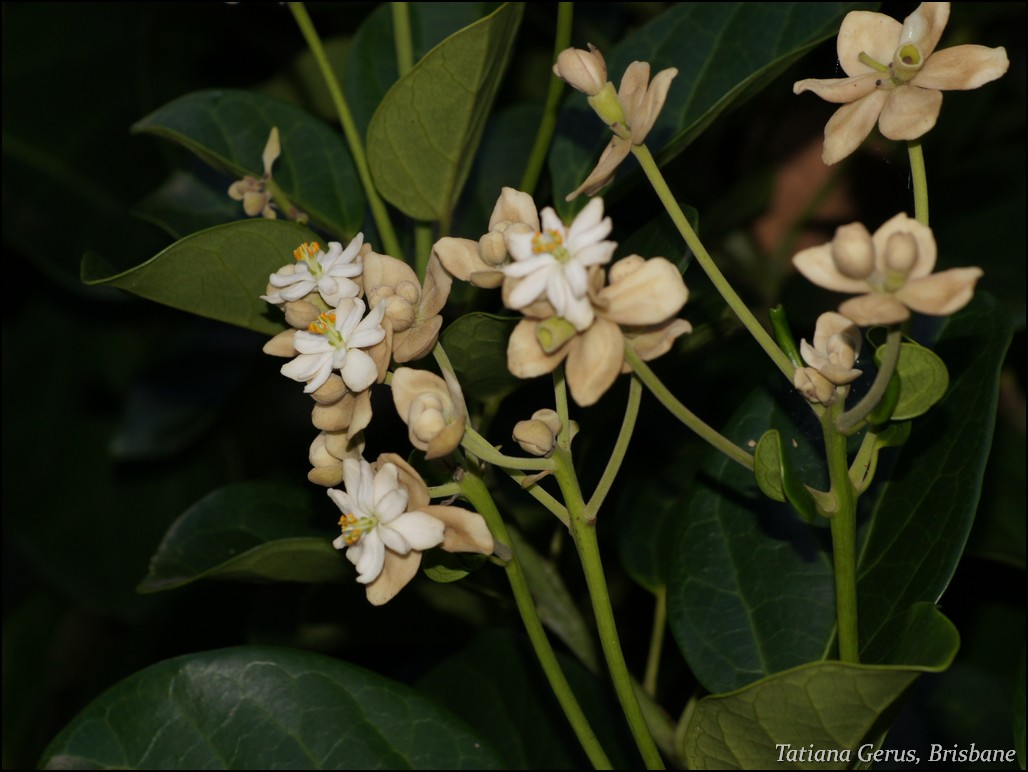
Unterfamilie Hernandioideae: Hernandia moerenhoutiana

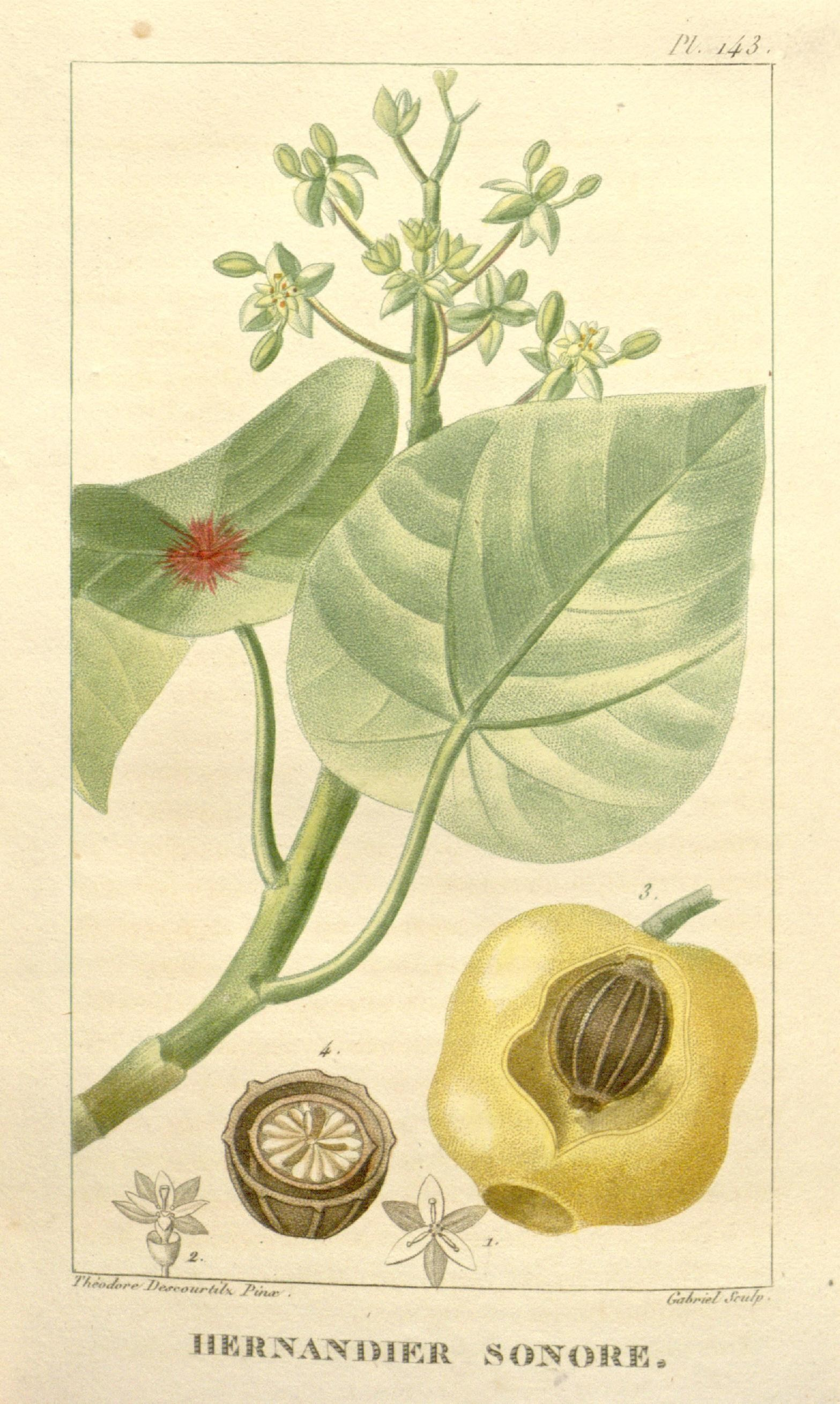
Unterfamilie Hernandioideae: Illustration von Hernandia sonora

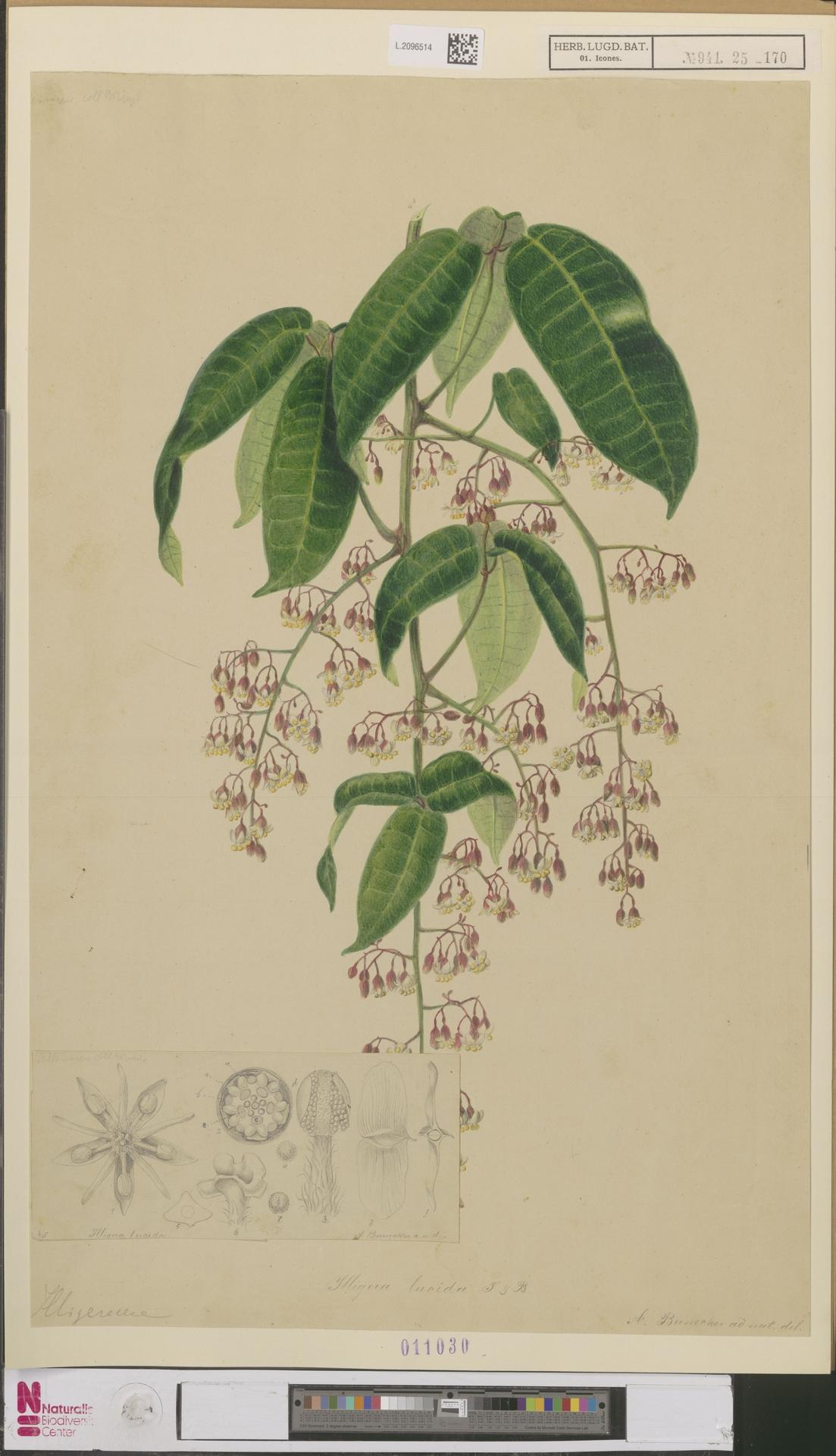
Unterfamilie Hernandioideae: Illustration von Illigera lucida

### Erscheinungsbild
Alle Arten sind verholzende Pflanzen, die als Sträucher, Bäume oder Lianen wachsen. Die Knoten sind unilakunär mit drei bis neun Blattspursträngen.

### Blätter
Die wechselständig angeordneten Laubblätter sind in Blattstiel und Blattspreite gegliedert. Die Leitbündel im Blattstiel sind waagrecht (bei Hernandia subgen. Valvanthera) oder senkrecht elliptisch. Die Blattspreite in einfach und bei manchen Arten auch schildförmig; oder zusammengesetzt. Wenn die Blattspreite zusammengesetzt ist sie drei- bis fünflappt oder drei- bis fünfteilig. Nebenblätter fehlen.

### Blütenstände und Blüten
Die Blüten stehen in unterschiedlich aufgebauten Blütenständen zusammen.
Die Blütenhülle ist einfach und besteht aus drei bis zehn Tepalen.
Die Blüten sind eingeschlechtig oder zwittrig.
Das Gynoeceum ist unterständig und besteht aus einem Fruchtblatt mit einer Samenanlage. Die Narbe ist schildförmig (peltat). Die Plazentation ist apikal. Die Samenanlagen sind bitegmisch: das äußere Integument ist neun bis 23 Zellschichten dick, das innere drei bis acht Zellen.
Das Androeceum besteht aus drei bis fünf (sieben) Staubblättern. Die Staubbeutel besitzen zwei Pollensäcke, sind also disporangiat, und öffnen sich mit zwei Klappen. Diese beiden Merkmale teilen sie mit den Lauraceae. Nektarien können vorhanden sein und befinden sich dann außerhalb des Androeceums.

### Früchte und Samen
Die Frucht ist bei Gyrocarpus eine Samara (Flügelnuss): eine trockene, einsamige Schließfrucht mit Flügeln. Bei den restlichen Gattungen werden Steinfrüchte ausgebildet, die bei Hernandia ausgewachsen von einer bauchig aufgeblasenen Fruchthülle umgeben sind (daher der Name Eierfruchtbaum). Die Früchte von Illigera sind geflügelt. Die Samen aller Arten besitzen kein Endosperm.

## Systematik und Verbreitung
Die Familie Hernandiaceae wurde durch Carl Ludwig Blume aufgestellt.
Die Hernandiaceae sind innerhalb der Laurales wahrscheinlich die Schwestergruppe der Lauraceae. Die Familie, wie auch die beiden Unterfamilien sind monophyletisch. Die Familie umfasst vier oder fünf Gattungen mit 60 bis 62 Arten.
Die Familie Hernandiaceae ist pantropisch verbreitet. Die Unterfamilie Hernandioideae hat ihren Verbreitungsschwerpunkt im Indo-malayischen Raum und auf Madagaskar, die Gyrocarpoideae in der Neotropis, beide sind jedoch pantropisch verbreitet. In Afrika kommen neun Arten vor, auf Madagaskar gibt es vier Arten, in der Neotropis gedeihen 25 Arten, drei Arten gibt es in Australien, 32 Arten kommen vom südlichen China über Indochina bis Malesien und auf vielen Pazifischen Inseln vor. Diese vorhergehenden Artenzahlen enthalten zwei weitverbreitete Arten: Hernandia nymphaeifolia, die von Ostafrika bis zu den Ogasawara-Inseln sowie Neukaledonien verbreitet ist, und Gyrocarpus americanus mit einer pantropischen Verbreitung.

### Hernandioideae
Auf der Blattepidermis sitzen Drüsenhaare. Der Blütenstand ist eine Thyrse. Die Samenanlage ist hängend und anatrop. Die Klappen der Pollensäcke sind seitlich befestigt, lediglich bei Hazomalania ist sie oben befestigt. Die Pollenkörner haben einen Durchmesser von 90 bis 160 Mikrometern. Die Samenschale (Testa) besitzt Leitbündel, unverdickte Zellwände, ist schwammig und Tannin-haltig
Die Unterfamilie Hernandioideae umfasst drei Gattungen mit etwa 45 Arten.
- Hazomalania (Jum.) Capuron: Es gibt nur eine Art:
  - Hazomalania voyronii (Jum.) Capuron: Sie kommt auf Madagaskar vor.
- Eierfruchtbäume (Hernandia L.): Es gibt etwa 15 Arten, darunter:
  - Hernandia sonora L.: Sie kommt auf den karibischen Inseln Kuba, Guadeloupe, Barbados, Montserrat, St. Vincent und den Grenadinen und Puerto Rico vor.[2]
- Illigera Blume: Die etwa 18 Arten in gedeihen in den Tropen Asiens und Afrikas.

### Gyrocarpoideae

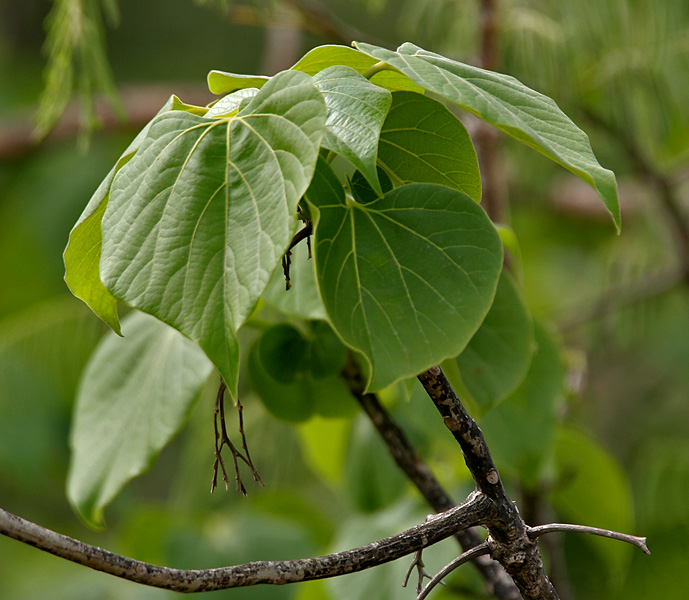
Unterfamilie Gyrocarpoideae: Amerikanischer Kreiselfruchtbaum (Gyrocarpus americanus)

Die Blätter besitzen Cystolithen. Der Blütenstand ist ein Dichasium und besitzt keine Brakteen. Die Blüten sind sehr klein. Die Plazentation ist marginal. Die Klappen der Pollensäcke sind an der Oberseite (apikal) befestigt. Die Pollenkörner haben einen Durchmesser von 19 bis 45 Mikrometer. Die Zellen der inneren Samenschalenschicht (Endotesta) sind radial verlängert und besitzen schraubenförmige Verdickungen der Zellwand.
Die Unterfamilie Gyrocarpoideae J.H.Balfour wurde teilweise als eigene Familie Gyrocarpaceae geführt. Sie umfasst nur zwei Gattungen mit etwa 17 Arten:
- Gyrocarpus Jacq.: Es gibt etwa fünf Arten, darunter:
  - Amerikanischer Kreiselfruchtbaum (Gyrocarpus americanus Jacq.)
- Sparattanthelium Mart.: Die 7 bis 13 Arten kommen im tropischen Südamerika vor.